# Hayden Godfrey
Hayden Godfrey (* 15. Dezember 1978 in Hokitika) ist ein neuseeländischer Bahn- und Straßenradrennfahrer.
Hayden Godfrey begann seine Karriere 2002 bei dem Radsportteam 7 UP-NutraFig. In der Saison 2004 gewann er eine Etappe beim Sea Otter Classic für Health Net-Maxxis. 2005 wechselte er zu Kodak Easyshare Gallery-Sierra Nevada und 2006 fuhr Godfrey für das US-amerikanische Continental Team Monex. Bei den Commonwealth Games in Melbourne wurde er auf der Bahn Fünfter im 1000-m-Zeitfahren und er gewann die Bronzemedaille in der Mannschaftsverfolgung gemeinsam mit Marc Ryan, Tim Gudsell und Peter Latham.
Von 2009 bis 2011 fuhr er für die neuseeländische Mannschaft Subway. Ende der Saison 2011 beendete er seine Karriere und wurde Teammanager beim Subway Cycling Team.

## Erfolge

### Bahn
2008
- Weltmeister – Omnium

2009
- Weltcup Peking – Scratch

### Straße
2001
- eine Etappe Brandenburg-Rundfahrt

2005
- eine Etappe Tour de Vineyards
- zwei Etappen Tour of Wellington
- Neuseeländischer Meister – Straßenrennen

2006
- Neuseeländischer Meister – Straßenrennen

2009
- eine Etappe Tour of Canterbury
- eine Etappe Benchmark Homes Tour
- eine Etappe Tour de Vineyards

## Teams
- 2002 7 UP-NutraFig
- 2003 7 UP-Maxxis
- 2004 Health Net-Maxxis
- 2005 Kodak Easyshare Gallery-Sierra Nevada
- 2006 Team Monex
- 2007 Colavita/Sutter Home-Cooking Light
- 2008 Inferno Pro Cycling
- 2009 Subway-Avanti
- 2010 Subway-Avanti
- 2011 Subway Cycling Team